# David Cannadine
David Cannadine FBA FRSL FSA FRHistS (nascido em 1950) é um autor e historiador britânico, especializado em história moderna e na história dos negócios e da filantropia. Atualmente, ele é Professor de História da Dodge na Universidade de Princeton, Professor Visitante de História da Universidade de Oxford e editor do Oxford Dictionary of National Biography . Ele também é presidente da British Academy, a academia nacional do Reino Unido para ciências humanas e sociais. Ele também atua como presidente dos curadores da National Portrait Gallery, em Londres, e vice-presidente do Conselho Editorial da Past & Present.
Cannadine é casado com a colega historiadora Linda Colley.

## Educação e início de carreira
David Cannadine nasceu em Birmingham em 7 de setembro de 1950 e frequentou a escola King Edward VI Five Ways. Ele foi educado no Clare College, Cambridge, onde obteve o dobro da história, no St John's College, Oxford, onde completou seu DPhil, e na Universidade de Princeton onde era bolsista visitante da Jane Eliza Procter. Depois de concluir seu trabalho de pós-graduação, ele retornou a Cambridge, onde era pesquisador no St. John's College e foi eleito membro do Christ's College e nomeado para uma universidade em história.

## Carreira subsequente
Cannadine foi nomeado para o cargo de professor de história na Universidade de Columbia em 1988, retornando à Grã-Bretanha dez anos depois como diretor do Instituto de Pesquisa Histórica da Universidade de Londres e, posteriormente, como rainha Elizabeth, a rainha mãe professora de história britânica. Em 2008, ingressou no Departamento de História da Universidade de Princeton e em 2014 foi nomeado editor do Oxford Dictionary of National Biography e também como professor visitante na Universidade de Oxford.
Cannadine realizou muitas outras visitas: no Institute for Advanced Study em Princeton (duas vezes), no Birkbeck College, Londres, no Whitney Humanities Centre, Yale, no ANU Canberra, no NHC North Carolina, na Huntington Library e no Huntington Library. Escola Stern de Administração da Universidade de Nova York.

## Publicações etc.
Os muitos livros de Cannadine incluem The Decline and Fall of the British Aristocracy (1990); G. M. Trevelyan: A Life in History (1992); Class in Britain (1998); Ornamentalism: How the British Saw Their Empire (2001); Mellon: An American Life (2006); The Thirty Year Rule (em conjunto, 2009); The Right Kind of History (em conjunto, 2011); e The Undivided Past: Humanity Beyond our Differences (2013). Suas publicações mais recentes são George V: The Unexpected King (2014) e Heroic Chancellor: Winston Churchill and the University of Bristol (2015).
Cannadine também é amplamente conhecido como comentarista de eventos atuais, em jornais, no rádio e na televisão; ele é um colaborador de longa data de A Point of View, transmitido na BBC Radio 4, como sucessor da Letter from America, de Alastair Cooke; e ele também escreveu e apresentou uma série de programas sobre Outras Vidas de Churchill. Ele é o editor geral da história da Grã-Bretanha e da história da Europa, ambas para a Editora Penguin. Atualmente, ele está completando o volume no século XIX da História da Grã-Bretanha e editando um livro sobre a história da Abadia de Westminster.
Cannadine realizou muitas palestras públicas, incluindo a Palestra Raleigh na British Academy (1997), a Palestra Carnochan na Universidade de Stanford (2001), a Palestra Linbury na National Gallery (2002), a Palestra TS Eliot na Universidade Washington, St. Louis (2003), as palestras George Macaulay Trevelyan da Universidade de Cambridge (2007), a palestra inaugural do Centro de Estudos Britânicos da Universidade Humboldt, Berlim (2010), a palestra Crosby Kemper no Westminster College, Fulton, Missouri, e Jon Sigurosson Palestra na Universidade da Islândia (2012), Palestra Haaga na Biblioteca Huntington (2012), Palestra Creighton na Universidade de Toronto (2013), Palestra Robb na Universidade de Auckland, Nova Zelândia (2015) e Palestra Wolfson Anniversary Lecture na Universidade de Glasgow (2015).

## Trabalho público
Cannadine atuou como vice-presidente da Royal Historical Society (1998–2002) e como membro do Conselho Consultivo, Public Record Office, posteriormente Arquivos Nacionais (1999–2004); como administrador e vice-presidente do Kennedy Memorial Trust (1999–2010); como administrador, vice-presidente e presidente da National Portrait Gallery (2000–12); como Comissário da English Heritage (2001–09) e como Presidente do seu Blue Plaques Panel (2006–13); como membro do Comitê Consultivo da Royal Mint (2004–14); e como presidente da Churchill 2015 (2013-15).
Atualmente, Cannadine é membro do Comitê Consultivo para Caracteres de Cédulas do Bank of England; ele é administrador do Rothschild Archive, do Gordon Brown Archive e da Gladstone's Library; e da Biblioteca de Birmingham Development Trust, Royal Academy Trust, Royal Royal Palaces e Wolfson Foundation. Ele também é vice-presidente da Sociedade Vitoriana, vice-presidente da Comissão de Tecidos da Abadia de Westminster e do conselho editorial da Past and Present e presidente dos Amigos do Museu Imperial da Guerra.

## Honras e distinções

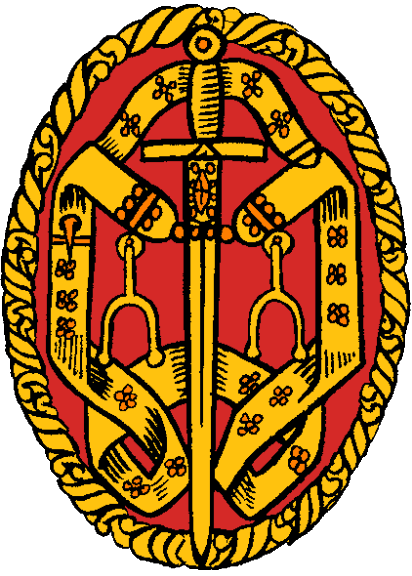
Insígnias de um cavaleiro solteiro

Cannadine foi eleito Membro da Royal Historical Society (1981), Membro da Royal Society of Arts (1998), Membro da Royal Society of Literature (1999), Membro da Academia Britânica (1999) e Membro da Sociedade de Antiquários (2005).   recebeu o Prêmio Lionel Trilling (1991) e o Distinto Prêmio Dean em Humanidades (1996) pela Columbia University, a Medalha Dickinson pela Newcomen Society (2003), a Medalha Minerva da Royal Philosophical Society de Glasgow e a Medalha Norton Medlicott da Associação Histórica.
Cannadine possui diplomas honorários da Universidade do South Bank (2001), da University of East Anglia (2001), da University of Birmingham (2002), da University of Worcester (2011) e da University of Leicester (2019). Ele é membro honorário do Instituto de Pesquisa Histórica (2005), da Associação Histórica (2011), Christ's College, Cambridge (2005) e Clare College, Cambridge (2012) e membro honorário da Churchill do Westminster College, Fulton, Missouri (2012).
Ele foi cavaleiro por "serviços de bolsa de estudos" em 2009.
Em abril de 2018, Cannadine foi eleito membro honorário internacional da Academia Americana de Artes e Ciências. Ele foi eleito membro da Sociedade Filosófica Americana em 2019.

## Obras
- Lords and Landlords: The Aristocracy and the Towns, 1774–1967 (1980)
- Patricians, Power and Politics in Nineteenth-century Towns (1982) (editor)
- The Decline and Fall of the British Aristocracy (1990)
- The Pleasures of the Past (1989)

- G. M. Trevelyan: A Life in History (1992)
- Aspects of Aristocracy: Grandeur and Decline in Modern Britain (1994)
- The Rise and Fall of Class in Britain (1998)
- History in Our Time (1998)
- Ornamentalism: How the British Saw Their Empire (2001)
- In Churchill's Shadow: Confronting the Past in Modern Britain (2002)
- What Is History Now? (2002) (editor)
- Almirante Lord Nelson: Context and Legacy (2005) (editor)
- Mellon: An American Life (2006)
- Empire, the Sea and Global History: Britain's Maritime World 1763–1833 (2007) (editor)
- Gunpowder Plots: A Celebration of 400 Years of Bonfire Night (jointly 2005)
- National Portrait Gallery: A Brief History (2007)
- Making History Now and Then: Discoveries, Controversies and Explorations (2008)
- The Thirty Year Rule (jointly, 2009)
- The Right Kind of History (jointly, 2011)
- The Undivided Past: History Beyond Our Differences (2013)
- George V (Penguin Monarchs series) (2014)
- Heroic Chancellor: Winston Churchill and Bristol University (2015)
- Margaret Thatcher: A Life and Legacy (2017)
- Victorious Century: The United Kingdom, 1800–1906 (2018)